# Pattinaggio di figura ai IV Giochi olimpici invernali - Pattinaggio di figura femminile
La competizione del pattinaggio di figura femminile dei IV Giochi olimpici invernali si è svolta nei giorni dall'11  al 15 febbraio 1936 allo stadio del ghiaccio Olympia-Kunsteis-Stadion di Garmisch-Partenkirchen.

## Risultati

### Figure Obbligatorie
Si sono disputate nei giorni 11 e 12 febbraio
| Pos. | Concorrente          | Nazione        | Giudici   | Giudici   | Giudici   | Giudici   | Giudici   | Giudici   | Giudici   | TPO    |
| Pos. | Concorrente          | Nazione        | Giudice 1 | Giudice 2 | Giudice 3 | Giudice 4 | Giudice 5 | Giudice 6 | Giudice 7 | TPO    |
| Pos. | Concorrente          | Nazione        | Punti     | Punti     | Punti     | Punti     | Punti     | Punti     | Punti     | TPO    |
| ---- | -------------------- | -------------- | --------- | --------- | --------- | --------- | --------- | --------- | --------- | ------ |
| 1    | Sonja Henie          | Norvegia       | 248,6     | 246,6     | 258,7     | 250,5     | 252,8     | 253,9     | 249,8     | 1760,9 |
| 2    | Cecilia Colledge     | Gran Bretagna  | 248,0     | 247,0     | 253,5     | 246,1     | 244,8     | 253,9     | 242,5     | 1735,8 |
| 3    | Liselotte Landbeck   | Belgio         | 231,8     | 228,4     | 232,6     | 242,1     | 231,1     | 240,1     | 238,6     | 1644,7 |
| 4    | Vivi-Anne Hultén     | Svezia         | 233,3     | 226,2     | 238,9     | 232,0     | 243,5     | 226,1     | 238,2     | 1638,2 |
| 5    | Gweneth Butler       | Gran Bretagna  | 236,6     | 222,9     | 235,5     | 230,5     | 228,8     | 234,8     | 235,9     | 1625,0 |
| 6    | Maribel Vinson       | Stati Uniti    | 242,2     | 233,1     | 232,5     | 222,2     | 234,7     | 224,0     | 234,2     | 1622,9 |
| 7    | Viktoria Lindpaitner | Germania       | 231,2     | 227,5     | 239,0     | 226,5     | 230,7     | 225,1     | 232,1     | 1612,1 |
| 8    | Hedy Stenuf          | Austria        | 229,5     | 209,5     | 224,3     | 222,5     | 226,3     | 229,5     | 230,2     | 1571,8 |
| 9    | Grete Lainer         | Austria        | 222,7     | 205,3     | 230,9     | 225,0     | 220,3     | 230,3     | 226,1     | 1560,6 |
| 10   | Emmy Putzinger       | Austria        | 216,5     | 198,7     | 226,3     | 223,7     | 222,9     | 229,3     | 230,0     | 1547,4 |
| 11   | Mollie Phillips      | Gran Bretagna  | 216,2     | 220,2     | 218,9     | 213,0     | 216,4     | 217,5     | 221,7     | 1523,9 |
| 12   | Éva von Botond       | Ungheria       | 226,8     | 200,9     | 221,4     | 223,4     | 212,7     | 217,0     | 221,3     | 1523,5 |
| 13   | Belita Jepson-Turner | Gran Bretagna  | 216,9     | 198,7     | 214,6     | 218,3     | 221,9     | 226,4     | 226,3     | 1523,1 |
| 14   | Etsuko Inada         | Giappone       | 218,5     | 211,6     | 218,0     | 218,7     | 213,1     | 219,6     | 219,7     | 1519,2 |
| 15   | Angela Anderes       | Svizzera       | 221,7     | 198,3     | 214,4     | 222,2     | 211,1     | 216,8     | 219,6     | 1504,1 |
| 16   | Bianca Schenk        | Austria        | 197,9     | 194,4     | 215,7     | 212,8     | 206,0     | 223,7     | 219,7     | 1470,2 |
| 17   | Audrey Peppe         | Stati Uniti    | 215,6     | 197,5     | 211,5     | 213,7     | 203,5     | 211,5     | 214,1     | 1467,4 |
| 18   | Hertha Frey-Dexler   | Svizzera       | 206,7     | 198,6     | 211,1     | 215,7     | 203,9     | 214,2     | 214,8     | 1465,0 |
| 19   | Věra Hrubá           | Cecoslovacchia | 207,7     | 191,6     | 205,5     | 208,6     | 212,4     | 209,2     | 221,0     | 1456,0 |
| 20   | Yvonne de Ligne      | Belgio         | 204,8     | 197,5     | 205,7     | 220,7     | 199,6     | 210,4     | 215,9     | 1454,6 |
| 21   | Fritzi Metznerová    | Cecoslovacchia | 209,9     | 191,1     | 201,7     | 210,7     | 200,6     | 210,2     | 220,3     | 1444,5 |
| 22   | Louise Weigel        | Stati Uniti    | 206,3     | 196,1     | 197,8     | 213,3     | 199,8     | 203,9     | 207,6     | 1424,8 |
| 23   | Estelle Weigel       | Stati Uniti    | 206,4     | 198,7     | 189,6     | 205,3     | 193,0     | 194,6     | 202,2     | 1389,8 |
| 24   | Alise Dzeguze        | Lettonia       | 152,5     | 157,3     | 168,2     | 163,0     | 155,4     | 151,8     | 155,5     | 1103,7 |

### Figure Libere
Si sono disputate il giorno 15 febbraio.
| Pos. | Concorrente          | Nazione        | Giudici   | Giudici   | Giudici   | Giudici   | Giudici   | Giudici   | Giudici   | TPO    |
| Pos. | Concorrente          | Nazione        | Giudice 1 | Giudice 2 | Giudice 3 | Giudice 4 | Giudice 5 | Giudice 6 | Giudice 7 | TPO    |
| Pos. | Concorrente          | Nazione        | Punti     | Punti     | Punti     | Punti     | Punti     | Punti     | Punti     | TPO    |
| ---- | -------------------- | -------------- | --------- | --------- | --------- | --------- | --------- | --------- | --------- | ------ |
| 1    | Sonja Henie          | Norvegia       | 171,0     | 171,0     | 175,5     | 174,0     | 174,0     | 172,5     | 172,5     | 1210,5 |
| 2    | Cecilia Colledge     | Gran Bretagna  | 165,0     | 168,0     | 166,5     | 171,0     | 175,5     | 172,5     | 172,5     | 1191,0 |
| 3    | Hedy Stenuf          | Austria        | 166,5     | 159,0     | 162,0     | 166,5     | 166,5     | 162,0     | 159,0     | 1141,5 |
| 4    | Emmy Putzinger       | Austria        | 160,5     | 157,5     | 163,5     | 163,5     | 160,5     | 160,5     | 159,0     | 1125,0 |
| 5    | Vivi-Anne Hultén     | Svezia         | 163,5     | 157,5     | 159,0     | 157,5     | 165,0     | 156,0     | 166,5     | 1125,0 |
| 6    | Liselotte Landbeck   | Belgio         | 157,5     | 151,5     | 157,5     | 163,5     | 156,0     | 157,5     | 165,0     | 1108,5 |
| 7    | Maribel Vinson       | Stati Uniti    | 165,0     | 154,5     | 147,0     | 156,0     | 163,5     | 154,5     | 157,5     | 1098,0 |
| 8    | Audrey Peppe         | Stati Uniti    | 156,0     | 151,5     | 150,0     | 153,0     | 160,5     | 154,5     | 150,0     | 1075,5 |
| 9    | Etsuko Inada         | Giappone       | 153,0     | 153,0     | 148,5     | 153,0     | 148,5     | 150,0     | 151,5     | 1057,5 |
| 10   | Viktoria Lindpaitner | Germania       | 154,5     | 148,5     | 153,0     | 151,5     | 151,5     | 147,0     | 151,5     | 1057,5 |
| 11   | Grete Lainer         | Austria        | 151,5     | 141,0     | 156,0     | 153,0     | 141,0     | 156,0     | 154,5     | 1053,0 |
| 12   | Mollie Phillips      | Gran Bretagna  | 148,5     | 147,0     | 141,0     | 151,5     | 148,5     | 153,0     | 150,0     | 1039,5 |
| 13   | Bianca Schenk        | Austria        | 144,0     | 136,5     | 151,5     | 150,0     | 145,5     | 150,0     | 147,0     | 1024,5 |
| 14   | Věra Hrubá           | Cecoslovacchia | 136,5     | 135,0     | 144,0     | 153,0     | 151,5     | 148,5     | 148,5     | 1017,0 |
| 15   | Angela Anderes       | Svizzera       | 133,5     | 136,5     | 135,0     | 145,5     | 147,0     | 144,0     | 142,5     | 984,0  |
| 16   | Yvonne de Ligne      | Belgio         | 139,5     | 136,5     | 133,5     | 151,5     | 133,5     | 142,5     | 145,5     | 982,5  |
| 17   | Éva von Botond       | Ungheria       | 136,5     | 133,5     | 141,0     | 139,5     | 142,5     | 139,5     | 136,5     | 969,0  |
| 18   | Hertha Frey-Dexler   | Svizzera       | 123,0     | 135,0     | 138,0     | 138,0     | 138,0     | 141,0     | 139,5     | 952,5  |
| 19   | Belita Jepson-Turner | Gran Bretagna  | 130,5     | 142,5     | 127,5     | 144,0     | 118,5     | 138,0     | 144,0     | 945,0  |
| 20   | Fritzi Metznerová    | Cecoslovacchia | 129,0     | 132,0     | 123,0     | 135,0     | 135,0     | 135,0     | 141,0     | 930,0  |
| 21   | Louise Weigel        | Stati Uniti    | 138,0     | 129,0     | 129,0     | 133,5     | 127,5     | 136,5     | 136,5     | 930,0  |
| 22   | Estelle Weigel       | Stati Uniti    | 123,0     | 130,5     | 120,0     | 123,0     | 123,0     | 132,0     | 130,5     | 882,0  |
| 23   | Alise Dzeguze        | Lettonia       | 120,0     | 121,5     | 114,0     | 121,5     | 120,0     | 136,5     | 129,0     | 862,5  |

### Classifica finale
La classifica finale è stata determinata dalla regola della maggioranza dei piazzamenti ottenuti dai singoli giudici. Se una pattinatrice è stata al primo posto dalla maggioranza dei giudici, la pattinatrice è classificata al primo posto, il processo è stato poi ripetuto per ogni posto. Se c'era parità si teneva conto di: 1) Totale ordinali, 2) Punti totali, 3) Punti Figure obbligatorie.
| Pos.    | Concorrente             | Nazione        | Giudici                              | Giudici                              | Giudici                              | Giudici                              | Giudici                              | Giudici                              | Giudici                              | Giudici                              | Giudici                              | Giudici                              | Giudici                              | Giudici                              | Giudici                              | Giudici                              | MP                                   | TPO                                  | TP                                   |
| Pos.    | Concorrente             | Nazione        | Giudice 1                            | Giudice 1                            | Giudice 2                            | Giudice 2                            | Giudice 3                            | Giudice 3                            | Giudice 4                            | Giudice 4                            | Giudice 5                            | Giudice 5                            | Giudice 6                            | Giudice 6                            | Giudice 7                            | Giudice 7                            | MP                                   | TPO                                  | TP                                   |
| Pos.    | Concorrente             | Nazione        | Punti                                | PO                                   | Punti                                | PO                                   | Punti                                | PO                                   | Punti                                | PO                                   | Punti                                | PO                                   | Punti                                | PO                                   | Punti                                | PO                                   | MP                                   | TPO                                  | TP                                   |
| ------- | ----------------------- | -------------- | ------------------------------------ | ------------------------------------ | ------------------------------------ | ------------------------------------ | ------------------------------------ | ------------------------------------ | ------------------------------------ | ------------------------------------ | ------------------------------------ | ------------------------------------ | ------------------------------------ | ------------------------------------ | ------------------------------------ | ------------------------------------ | ------------------------------------ | ------------------------------------ | ------------------------------------ |
| Oro     | Sonja Henie             | Norvegia       | 419,6                                | 1                                    | 417,6                                | 1                                    | 434,2                                | 1                                    | 424,5                                | 1                                    | 426,8                                | 1                                    | 426,4                                | 1½                                   | 422,3                                | 1                                    | 6×1ª                                 | 7½                                   | 2971,4                               |
| Argento | Cecilia Colledge        | Gran Bretagna  | 413,0                                | 2                                    | 415,0                                | 2                                    | 420,0                                | 2                                    | 417,1                                | 2                                    | 420,3                                | 2                                    | 426,4                                | 1½                                   | 415,0                                | 2                                    | 7×2ª                                 | 13½                                  | 2926,8                               |
| Bronzo  | Vivi-Anne Hultén        | Svezia         | 396,8                                | 4                                    | 383,7                                | 4                                    | 397,9                                | 3                                    | 389,5                                | 4                                    | 408,5                                | 3                                    | 382,1                                | 7                                    | 404,7                                | 3                                    | 6×4ª                                 | 28                                   | 2763,2                               |
| 4       | Liselotte Landbeck      | Belgio         | 389,3                                | 6                                    | 379,9                                | 5                                    | 390,1                                | 5                                    | 405,6                                | 3                                    | 387,1                                | 6                                    | 397,6                                | 3                                    | 403,6                                | 4                                    | 5×5ª                                 | 32                                   | 2753,2                               |
| 5       | Maribel Vinson          | Stati Uniti    | 407,2                                | 3                                    | 387,6                                | 3                                    | 379,5                                | 9                                    | 378,2                                | 7                                    | 398,2                                | 4                                    | 378,5                                | 8                                    | 391,7                                | 5                                    | 4×5ª                                 | 39                                   | 2720,9                               |
| 6       | Hedy Stenuf             | Austria        | 396,0                                | 5                                    | 368,5                                | 7                                    | 386,3                                | 8                                    | 389,0                                | 5                                    | 392,8                                | 5                                    | 391,5                                | 4                                    | 389,2                                | 6                                    | 4×5ª                                 | 40                                   | 2713,3                               |
| 7       | Emmy Putzinger          | Austria        | 377,0                                | 8                                    | 356,2                                | 10                                   | 389,8                                | 6                                    | 387,2                                | 6                                    | 383,4                                | 7                                    | 389,8                                | 5                                    | 389,0                                | 7                                    | 5×7ª                                 | 49                                   | 2672,4                               |
| 8       | Viktoria Lindpaitner    | Germania       | 385,7                                | 7                                    | 376,0                                | 6                                    | 392,0                                | 4                                    | 378,0                                | 8                                    | 382,2                                | 8                                    | 372,1                                | 10                                   | 383,6                                | 8                                    | 6×8ª                                 | 51                                   | 2669,6                               |
| 9       | Grete Lainer            | Austria        | 374,2                                | 9                                    | 346,3                                | 12                                   | 386,9                                | 7                                    | 378,0                                | 9                                    | 361,3                                | 13                                   | 386,3                                | 6                                    | 380,6                                | 9                                    | 5×9ª                                 | 65                                   | 2613,6                               |
| 10      | Etsuko Inada            | Giappone       | 371,5                                | 11                                   | 364,6                                | 9                                    | 366,5                                | 11                                   | 371,7                                | 11                                   | 361,6                                | 12                                   | 369,6                                | 12                                   | 371,2                                | 11                                   | 5×11ª                                | 77                                   | 2576,7                               |
| 11      | Mollie Phillips         | Gran Bretagna  | 364,7                                | 12                                   | 367,2                                | 8                                    | 359,9                                | 14                                   | 364,5                                | 14                                   | 364,9                                | 9                                    | 370,5                                | 11                                   | 371,7                                | 10                                   | 4×11ª                                | 78                                   | 2563,4                               |
| 12      | Audrey Peppe            | Stati Uniti    | 371,6                                | 10                                   | 349,0                                | 11                                   | 361,5                                | 13                                   | 366,7                                | 13                                   | 364,0                                | 10                                   | 366,0                                | 13                                   | 364,1                                | 15                                   | 6×13ª                                | 85                                   | 2542,9                               |
| 13      | Angela Anderes          | Svizzera       | 355,2                                | 14                                   | 334,8                                | 14                                   | 349,4                                | 16                                   | 367,7                                | 12                                   | 358,1                                | 14                                   | 360,8                                | 15                                   | 362,1                                | 16                                   | 4×14ª                                | 101                                  | 2488,1                               |
| 14      | Bianca Schenk           | Austria        | 341,9                                | 19                                   | 330,9                                | 18                                   | 367,2                                | 10                                   | 362,8                                | 16                                   | 351,5                                | 16                                   | 373,7                                | 9                                    | 366,7                                | 14                                   | 5×16ª                                | 102                                  | 2494,7                               |
| 15      | Éva von Botond          | Ungheria       | 363,3                                | 13                                   | 334,4                                | 15                                   | 362,4                                | 12                                   | 362,9                                | 15                                   | 355,2                                | 15                                   | 356,5                                | 17                                   | 357,8                                | 19                                   | 5×15ª                                | 106                                  | 2492,5                               |
| 16      | Belita Jepson-Turner    | Gran Bretagna  | 347,4                                | 15                                   | 341,2                                | 13                                   | 342,1                                | 18                                   | 362,3                                | 17                                   | 340,4                                | 18                                   | 364,4                                | 14                                   | 370,3                                | 12                                   | 4×15ª                                | 107                                  | 2468,1                               |
| 17      | Věra Hrubá              | Cecoslovacchia | 344,2                                | 18                                   | 326,6                                | 20                                   | 349,5                                | 15                                   | 361,6                                | 18                                   | 363,9                                | 11                                   | 357,7                                | 16                                   | 369,5                                | 13                                   | 4×16ª                                | 111                                  | 2473                                 |
| 18      | Yvonne de Ligne         | Belgio         | 344,3                                | 17                                   | 334,0                                | 16                                   | 339,2                                | 19                                   | 372,2                                | 10                                   | 333,1                                | 20                                   | 352,9                                | 19                                   | 361,4                                | 17                                   | 4×17ª                                | 118                                  | 2437,1                               |
| 19      | Hertha Frey-Dexler      | Svizzera       | 329,7                                | 21                                   | 333,6                                | 17                                   | 349,1                                | 17                                   | 353,7                                | 19                                   | 341,9                                | 17                                   | 355,2                                | 18                                   | 354,3                                | 20                                   | 4×18ª                                | 129                                  | 2417,5                               |
| 20      | Fritzi Metznerová       | Cecoslovacchia | 338,9                                | 20                                   | 323,1                                | 22                                   | 324,7                                | 21                                   | 345,7                                | 21                                   | 335,6                                | 19                                   | 345,2                                | 20                                   | 361,3                                | 18                                   | 4×20ª                                | 141                                  | 2374,5                               |
| 21      | Louise Weigel           | Stati Uniti    | 344,3                                | 16                                   | 325,1                                | 21                                   | 326,8                                | 20                                   | 346,8                                | 20                                   | 327,3                                | 21                                   | 340,4                                | 21                                   | 344,1                                | 21                                   | 7×21ª                                | 140                                  | 2354,8                               |
| 22      | Estelle Weigel          | Stati Uniti    | 329,4                                | 22                                   | 329,2                                | 19                                   | 309,6                                | 22                                   | 328,3                                | 22                                   | 316,0                                | 22                                   | 326,6                                | 22                                   | 332,7                                | 22                                   | 7×22ª                                | 151                                  | 2271,8                               |
| 23      | Alise Dzeguze           | Lettonia       | 272,5                                | 23                                   | 278,8                                | 23                                   | 282,2                                | 23                                   | 284,5                                | 23                                   | 275,4                                | 23                                   | 288,3                                | 23                                   | 284,5                                | 23                                   | 7×23ª                                | 161                                  | 1966,2                               |
| -       | Gweneth Butler          | Gran Bretagna  | Ritirata dopo le figure obbligatorie | Ritirata dopo le figure obbligatorie | Ritirata dopo le figure obbligatorie | Ritirata dopo le figure obbligatorie | Ritirata dopo le figure obbligatorie | Ritirata dopo le figure obbligatorie | Ritirata dopo le figure obbligatorie | Ritirata dopo le figure obbligatorie | Ritirata dopo le figure obbligatorie | Ritirata dopo le figure obbligatorie | Ritirata dopo le figure obbligatorie | Ritirata dopo le figure obbligatorie | Ritirata dopo le figure obbligatorie | Ritirata dopo le figure obbligatorie | Ritirata dopo le figure obbligatorie | Ritirata dopo le figure obbligatorie | Ritirata dopo le figure obbligatorie |
| -       | Constance Wilson-Samuel | Canada         | Ritirata                             | Ritirata                             | Ritirata                             | Ritirata                             | Ritirata                             | Ritirata                             | Ritirata                             | Ritirata                             | Ritirata                             | Ritirata                             | Ritirata                             | Ritirata                             | Ritirata                             | Ritirata                             | Ritirata                             | Ritirata                             | Ritirata                             |
| -       | Nanna Egedius           | Norvegia       | Ritirata                             | Ritirata                             | Ritirata                             | Ritirata                             | Ritirata                             | Ritirata                             | Ritirata                             | Ritirata                             | Ritirata                             | Ritirata                             | Ritirata                             | Ritirata                             | Ritirata                             | Ritirata                             | Ritirata                             | Ritirata                             | Ritirata                             |